# Klockesjön, Småland
Klockesjön är en sjö i Vetlanda kommun i Småland och ingår i Mörrumsåns huvudavrinningsområde. Sjön är 34 meter djup, har en yta på 2,69 kvadratkilometer och är belägen 188 meter över havet.

## Delavrinningsområde
Klockesjön ingår i det delavrinningsområde (634167-144871) som SMHI kallar för Utloppet av Klockesjön. Medelhöjden är 237 meter över havet och ytan är 29,91 kvadratkilometer. Det finns ett delavrinningsområde uppströms, och räknas det in blir den ackumulerade arean 121,03 kvadratkilometer. Vattendraget som avvattnar avrinningsområdet har biflödesordning 2, vilket innebär att vattnet flödar genom totalt 2 vattendrag innan det når havet efter 170 kilometer. Delavrinningsområdet består mestadels av skog (69 procent). Avrinningsområdet har 3,85 kvadratkilometer vattenytor vilket ger det en sjöprocent på 12,9 procent.